# Ваялусінг (Пенсільванія)
Ваялусінг (англ. Wyalusing) — місто (англ. borough) в США, в окрузі Бредфорд штату Пенсільванія. Населення — 613 особи (2020).

## Географія
Ваялусінг розташований за координатами 41°40′22″ пн. ш. 76°15′40″ зх. д. / 41.67278° пн. ш. 76.26111° зх. д. (41.672690, -76.261113).  За даними Бюро перепису населення США в 2010 році місто мало площу 2,06 км², з яких 1,88 км² — суходіл та 0,18 км² — водойми.

## Демографія
Згідно з переписом 2010 року, у селищі мешкало 596 осіб у 274 домогосподарствах у складі 138 родин. Густота населення становила 290 осіб/км².  Було 299 помешкань (145/км²).
Расовий склад населення:
| - 97,7 % — білих - 1,3 % — корінних американців - 0,2 % — чорних або афроамериканців |

До двох чи більше рас належало 0,8 %. Частка іспаномовних становила 2,0 % від усіх жителів.
За віковим діапазоном населення розподілялося таким чином: 23,3 % — особи молодші 18 років, 57,4 % — особи у віці 18—64 років, 19,3 % — особи у віці 65 років та старші. Медіана віку мешканця становила 42,6 року. На 100 осіб жіночої статі у селищі припадало 72,8 чоловіків;  на 100 жінок у віці від 18 років та старших — 75,1 чоловіків також старших 18 років.
Середній дохід на одне домашнє господарство  становив 69 779 доларів США (медіана — 40 750), а середній дохід на одну сім'ю — 107 121 долар (медіана — 86 250). Медіана доходів становила 58 125 доларів для чоловіків та 25 577 доларів для жінок. За межею бідності перебувало 8,5 % осіб, у тому числі 6,5 % дітей у віці до 18 років та 7,4 % осіб у віці 65 років та старших.
Цивільне працевлаштоване населення становило 248 осіб. Основні галузі зайнятості: освіта, охорона здоров'я та соціальна допомога — 39,9 %, виробництво — 17,7 %, роздрібна торгівля — 10,9 %, транспорт — 9,3 %.